# Pogo (Mali)
Pogo è un comune rurale del Mali facente parte del circondario di Niono, nella regione di Ségou.